# Be my little woman
Be my little woman is een single van Jack Jersey met op de B-kant het nummer Gone. Hij schreef beide nummers zelf; het arrangement werd ontwikkeld door de Belg Martin De Haeck.
De single verscheen via Oui Oui Records, dat onderdeel uitmaakte van CNR Records. Be my little woman kwam dat jaar niet op een reguliere elpee te staan, maar maakte circa tien jaar later wel deel uit van zijn album Songs from my heart.
Het is een Engelstalig elektronisch rock-'n-roll-nummer. Hij bezingt daarin een vrouw die in haar eigen wereldje leeft, en vraagt haar om haar wereld met hem te delen. Hij wil van haar weten waar ze plezier aan beleeft.